# Praiano
Praiano är en ort och kommun i provinsen Salerno i regionen Kampanien i Italien. Kommunen hade 2 019 invånare (2017).
Praiano är en by och kommun som ligger på Costiera Amalfitana (Amalfikusten) i provinsen Salerno, i regionen Kampanien, Italien. Kommunen hade 2 019 invånare (2017). Praiano gränsar till kommunerna Agerola, Furore och Positano.
En av stadens sevärdheter är Gudarnastigen.